# Мурине
Мурине (хорв. Murine) — населений пункт у Хорватії, в Істрійській жупанії у складі міста Умаг.

## Населення
Населення за даними перепису 2011 року становило 935 осіб.
Динаміка чисельності населення поселення:

## Клімат
Середня річна температура становить 13,99 °C, середня максимальна – 27,22 °C, а середня мінімальна – 0,00 °C. Середня річна кількість опадів – 926 мм.
| Клімат поселення                              | Клімат поселення | Клімат поселення | Клімат поселення | Клімат поселення | Клімат поселення | Клімат поселення | Клімат поселення | Клімат поселення | Клімат поселення | Клімат поселення | Клімат поселення | Клімат поселення | Клімат поселення |
| Показник                                      | Січ.             | Лют.             | Бер.             | Квіт.            | Трав.            | Черв.            | Лип.             | Серп.            | Вер.             | Жовт.            | Лист.            | Груд.            |                  |
| Середній максимум, °C                         | 9,96             | 10,65            | 13,98            | 17,39            | 22,57            | 26,26            | 27,22            | 27,19            | 22,89            | 18,24            | 13,14            | 9,71             |                  |
| Середня температура, °C                       | 4,97             | 5,66             | 8,98             | 12,42            | 17,58            | 21,28            | 23,64            | 23,61            | 19,34            | 14,66            | 9,56             | 6,14             |                  |
| Середній мінімум, °C                          | 0,00             | 0,68             | 4,01             | 7,44             | 12,61            | 16,30            | 20,07            | 20,05            | 15,74            | 11,08            | 5,98             | 2,56             |                  |
| Норма опадів, мм                              | 61               | 50               | 63               | 73               | 74               | 86               | 56               | 81               | 102              | 106              | 96               | 78               |                  |
| Середньомісячна швидкість вітру, м/с          | 2.15             | 2.40             | 2.49             | 2.50             | 2.25             | 2.19             | 2.18             | 2.10             | 2.15             | 2.39             | 2.40             | 2.29             |                  |
| Середньомісячна сонячна радіація, кДж/м²·день | 4360             | 7376             | 10725            | 15304            | 19445            | 21313            | 22240            | 18988            | 13992            | 8965             | 4875             | 3706             |                  |
| --------------------------------------------- | ---------------- | ---------------- | ---------------- | ---------------- | ---------------- | ---------------- | ---------------- | ---------------- | ---------------- | ---------------- | ---------------- | ---------------- | ---------------- |
| Джерело:                                      |                  |                  |                  |                  |                  |                  |                  |                  |                  |                  |                  |                  |                  |